# Phyllachora vesicata
Phyllachora vesicata är en svampart som beskrevs av Cooke 1885. Phyllachora vesicata ingår i släktet Phyllachora och familjen Phyllachoraceae.   Inga underarter finns listade i Catalogue of Life.